# Moriz von Rauch (Historiker)
Moriz von Rauch (* 21. Dezember 1868 in Heilbronn; † 17. Juli 1928 in Heidelberg) war ein deutscher Historiker und Archivar. Er hat sich vor allem um die Erforschung der Geschichte der Stadt Heilbronn verdient gemacht.  

## Leben
Moriz von Rauch entstammte einer Heilbronner Industriellenfamilie und war Sohn des Handelskammervorsitzenden Friedrich von Rauch. Er wuchs im Rauch’schen Palais am Heilbronner Marktplatz auf und besuchte das Heilbronner Gymnasium, wo er 1887 die Reifeprüfung bestand. Er besuchte danach Vorlesungen in Literatur, Kunst- und Kulturgeschichte an der Universität München unter anderem bei Richard Muther. 1889 wechselte er an die Berliner Universität, wo er vor allem Vorlesungen in Geschichte und Kunstgeschichte unter anderem bei Herman Grimm besuchte. 1890 kehrte er nach Heilbronn zurück, wo er eine kaufmännische Ausbildung im elterlichen Betrieb begann. Als der Vater im August desselben Jahres starb, kehrte er dem Kaufmannsberuf den Rücken und wandte sich wieder nach Berlin, wo er sein Geschichtsstudium fortsetzte. Er folgte 1893 als Doktorand Albert Naudé an die Universität Marburg, wo er sein Studium mit einer Arbeit über Die Politik Hessen-Kassels im Österreichischen Erbfolgekrieg abschloss. Bereits während seiner Studienzeit führten ihn ausgedehnte Reisen durch ganz Europa. 1898 wurde er stiller Teilhaber des elterlichen Unternehmens, so dass seine Versorgung gesichert war und er kein Staatsexamen anstreben musste, sondern fortan als Privatgelehrter eigenen historischen Forschungen und weiteren ausgedehnten Reisen nachgehen konnte. 1899 führte ihn eine achtmonatige Reise nach Südamerika.
Als Historiker befasste er sich zunächst mit verschiedenen württembergischen Themen, bevor er sich schließlich vollends auf die Heilbronner Stadtgeschichte konzentrierte. Rauch hat insbesondere schriftliche historische Quellen ausgewertet, während er tiefes Misstrauen gegen die zur selben Zeit in Heilbronn von Alfred Schliz betriebene Archäologie hegte. Im Jahr 1900 wurde ihm die Bearbeitung des von der Württembergischen Kommission für Landesgeschichte in mehreren Bänden herausgegebenen und von Eugen Knupfer (1876–1954) begonnenen Urkundenbuchs der Stadt Heilbronn übertragen. Knupfer, der 1899 mit der Bearbeitung des ersten Bandes begonnen hatte, galt zwar als gewissenhafter Bearbeiter, steckte jedoch inmitten der Arbeit zu seiner Doktorarbeit und war den Terminwünschen der Kommission nicht mehr gerecht geworden. Statt den ersten Band 1901 abzuschließen, beendete Knupfer die Bearbeitung des Bandes erst 1904. Doch auch für Rauch wurde die Bearbeitung der Heilbronner Urkunden zur langjährigen Aufgabe. Die Bearbeitung des ihm zugedachten Zeitraums von 1476 bis 1532, der schließlich anstelle von einem drei Bände des Urkundenbuches füllte, beschäftigte ihn für mehr als zwei Jahrzehnte, während denen er teilweise täglich das benachbarte Stadtarchiv Heilbronn aufsuchte oder aber Reisen zu anderen Archiven unternahm, wo weitere Urkunden zur Heilbronner Stadtgeschichte aufbewahrt waren. Während seiner Arbeiten am Urkundenbuch hat von Rauch unzählige Beiträge zur Stadtgeschichte, vor allem zur von ihm untersuchten Reformationszeit, verfasst. Bei seinen Archivrecherchen konnte er unter anderem auch 1909 Hans Seyfer als Künstler des Hochaltars der Heilbronner Kilianskirche nachweisen. Als einziges eigenständiges Werk neben den Urkundenbüchern verfasste er während des Ersten Weltkrieges außerdem noch eine Familiengeschichte der Familie von Rauch.
Die von 1913 bis 1922 herausgegebenen Bände 2 bis 4 des Urkundenbuchs der Stadt Heilbronn gelten inzwischen als sein Hauptwerk und stellen nach dem Verlust eines Großteils der Heilbronner Archivalien beim Luftangriff auf Heilbronn am 4. Dezember 1944 ein wertvolles Quellenwerk zur Geschichte der Stadt Heilbronn dar. Von Rauchs Arbeit ist es insbesondere zu verdanken, dass die bewegte Stadtgeschichte zur Reformationszeit trotz des Verlustes vieler Originalurkunden weitgehend erschlossen blieb.
1915 wurde von Rauch in Nachfolge von Alfred Schliz Vorstand des Historischen Vereins Heilbronn, den er gemäß einer späteren Eigendarstellung des Vereins souveränpatriarchalisch leitete. Ein Großteil seiner regionalgeschichtlichen Schriften sind auch zuerst von diesem Verein veröffentlicht worden. Von 1924 bis zu seinem Tod 1928 betreute er als nebenamtlicher Archivar das Stadtarchiv Heilbronn. Außerdem hatte er zahlreiche Auszeichnungen und weitere Ämter, unter anderem war er Mitglied der Kommission für Landesgeschichte, Ausschussmitglied des Vereins für württembergische Kirchengeschichte und Konservator beim Amt für Denkmalpflege. Als Heilbronner Stadtarchivar und später auch Vorstand des Historischen Vereins folgte ihm Georg Albrecht.
1968/69 wurde Moriz von Rauch mit einer Ausstellung des Stadtarchivs Heilbronn und des Historischen Museums Heilbronn gewürdigt.
Seit 1998 wird vom Historischen Verein Heilbronn der Moriz von Rauch-Preis an die jahrgangsbesten Abiturienten im Fach Geschichte des Stadt- und Landkreises Heilbronn verliehen.